# Gemeinschaftsgrab

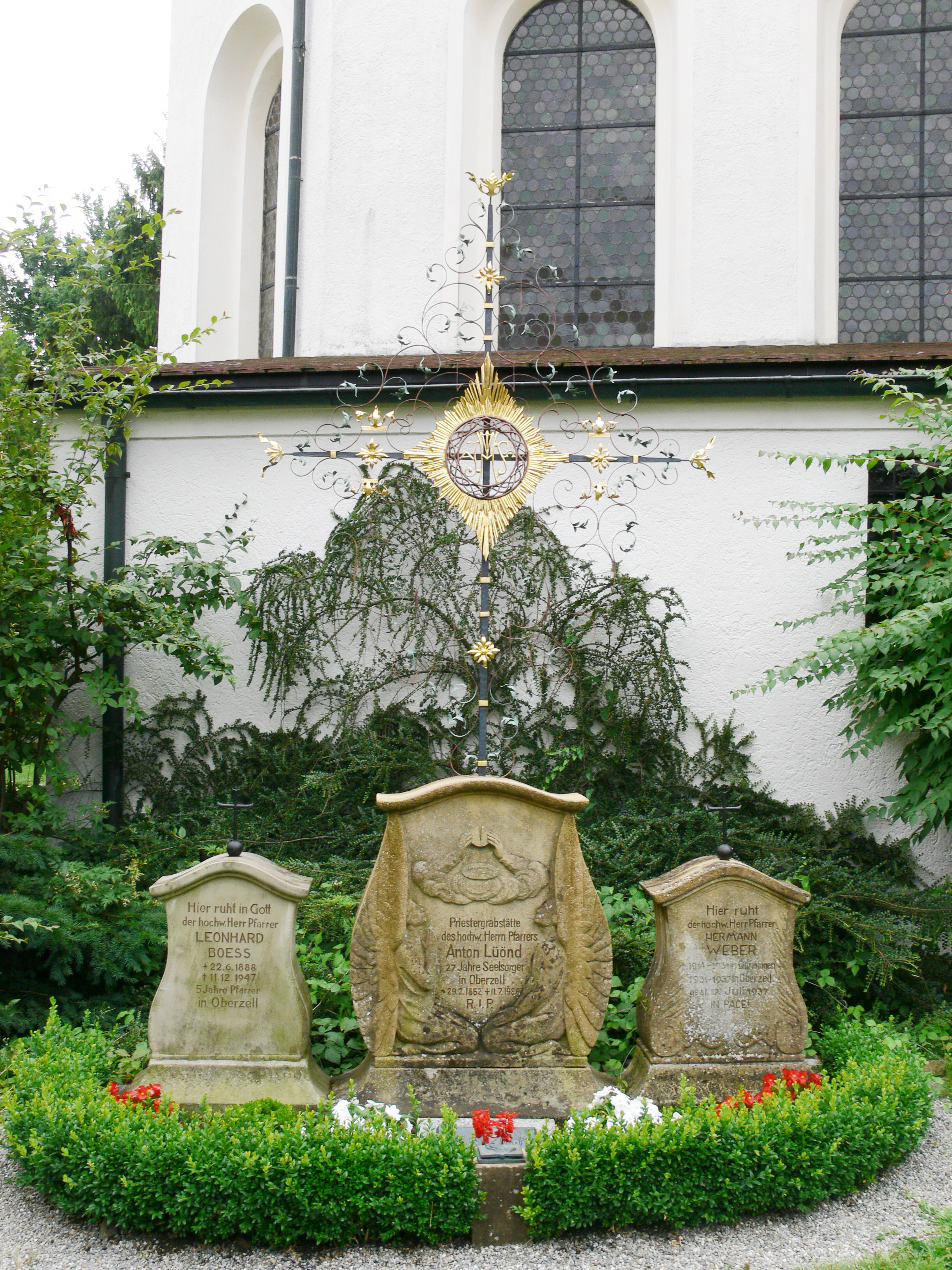
Oberzell, Gemeinschaftsgrab von Ortsgeistlichen

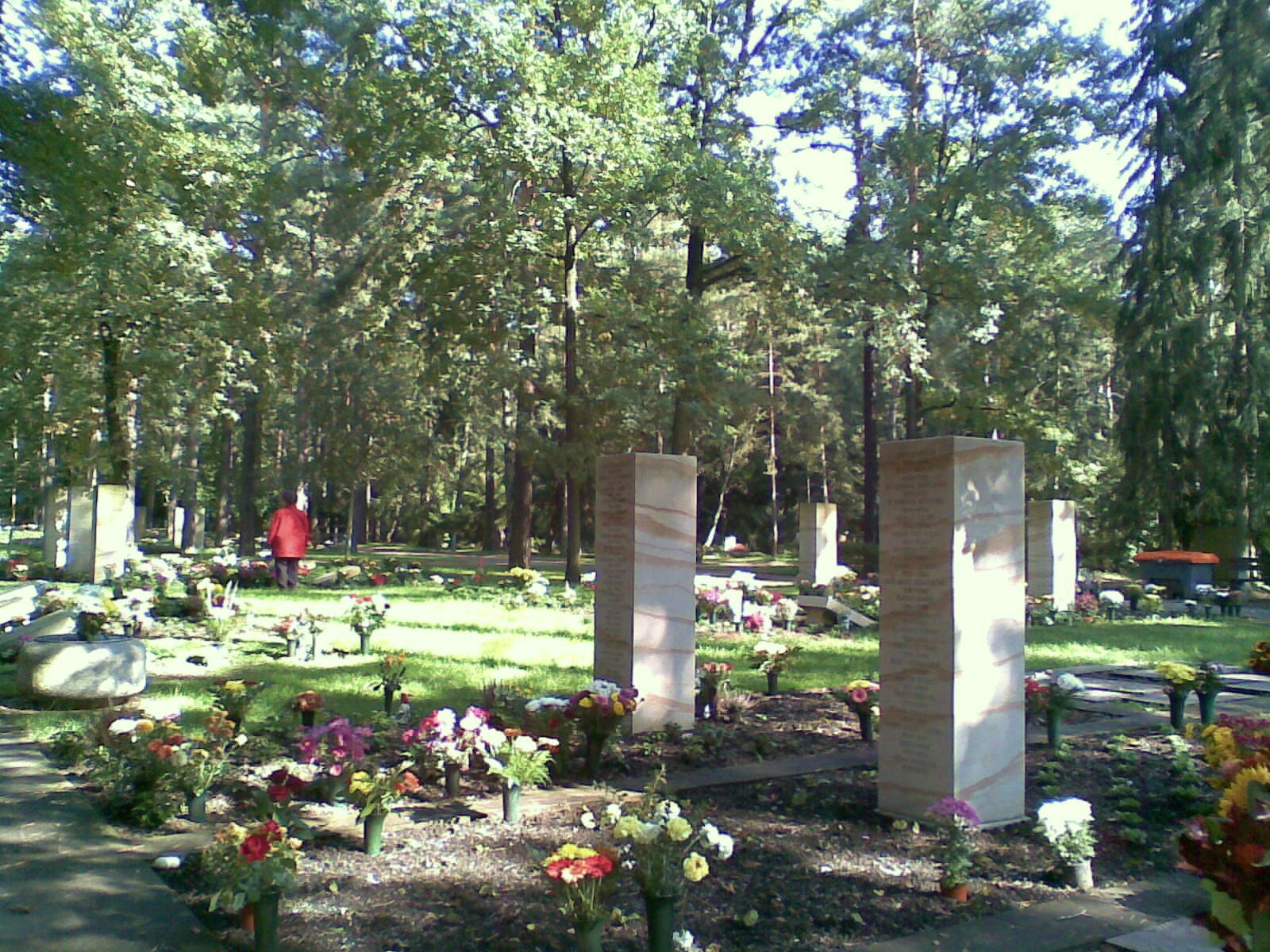
Eine halbanonyme Gemeinschaftsgrabanlage, Heidefriedhof (Dresden)

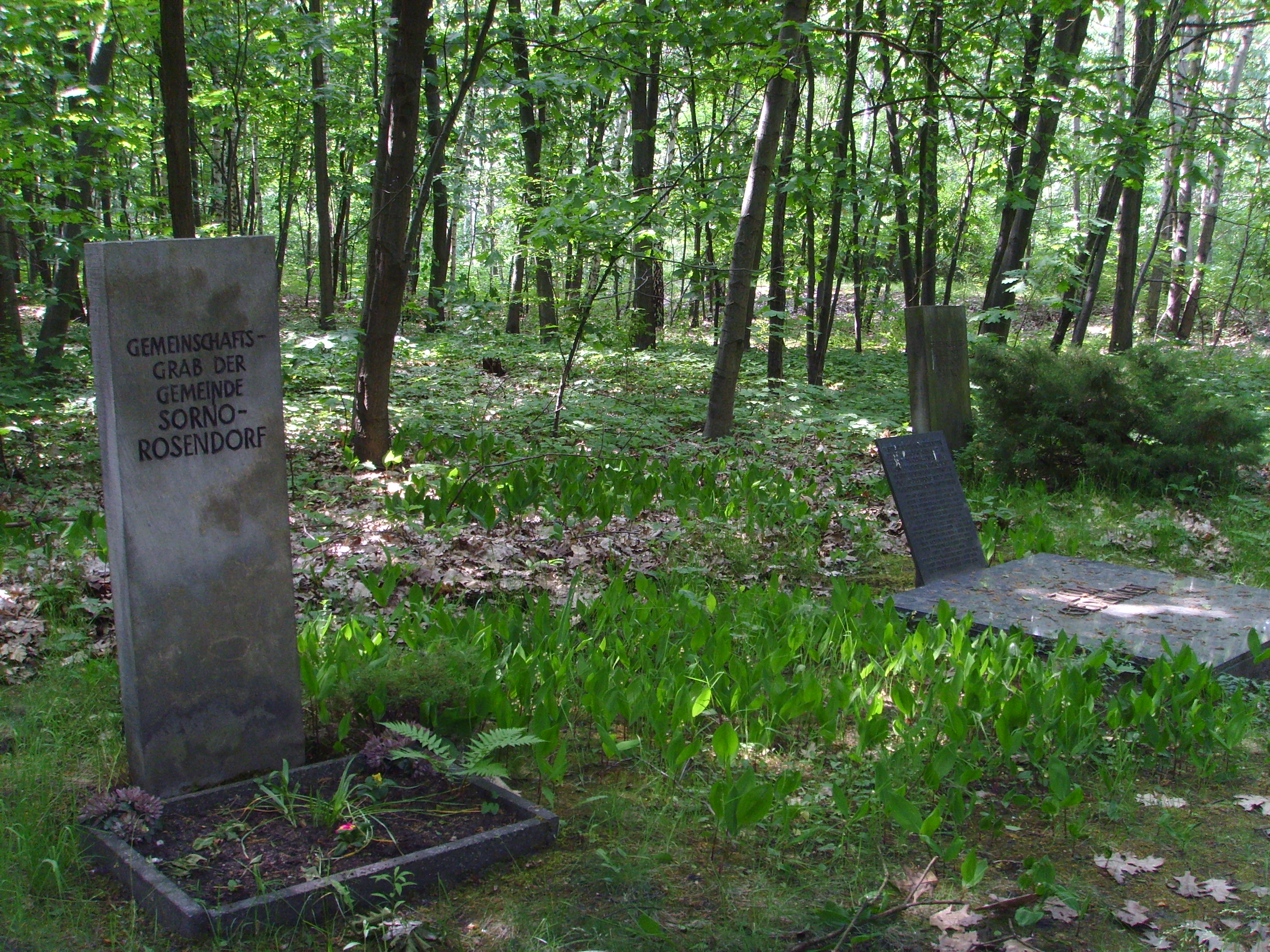
Waldfriedhof Senftenberg mit Gemeinschaftsgrab von vier Friedhöfen abgebaggerter Orte

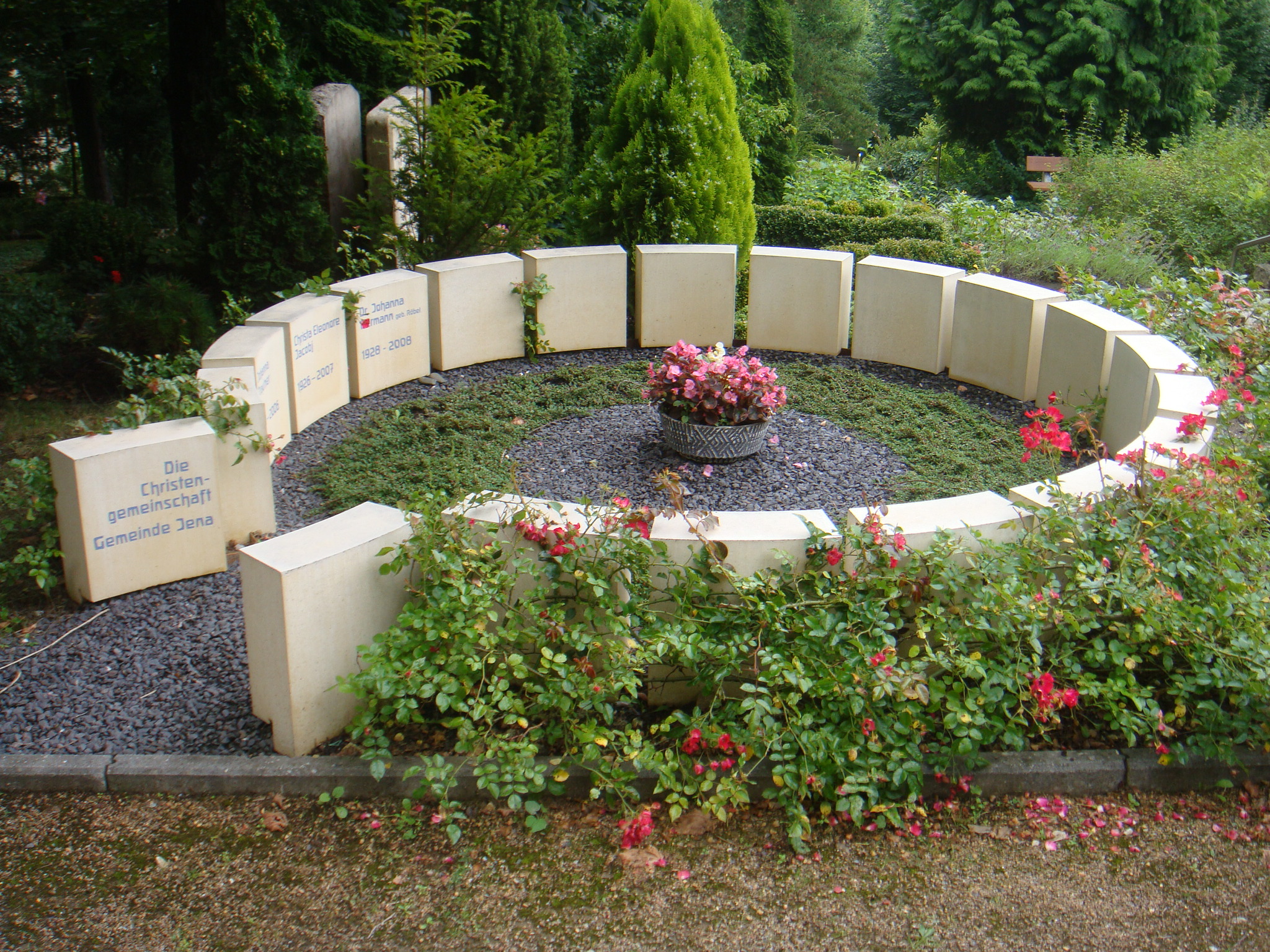
Grabanlage der Christengemeinschaft, Jena

Ein Gemeinschaftsgrab oder Sammelgrab ist ein besonders gestalteter, oft abgefriedeter Bezirk auf einem Friedhof für die Beisetzung einer bestimmten zusammengehörigen Gruppe oder für eine in einem bestimmten Zeitraum zu bestattenden Anzahl von Verstorbenen. Anders als bei der anonymen Bestattung wird dabei die Identität der einzelnen Verstorbenen meist namentlich vermerkt.
Zum ersten Typ zählen Grabanlagen von Familienangehörigen oder Angehörigen bestimmter geistlicher Gruppen oder Ordensgemeinschaften.
Auf der anderen Seite entstanden Gemeinschaftsgräber für ärmere Menschen seit Beginn des 21. Jahrhunderts, um die Würde der Verstorbenen zu achten. Dies gilt insbesondere, wenn keine Begleitung durch nahestehende Personen erfolgt und  in angemessener Zeit keine Angehörigen ausfindig zu machen sind.
Das Gemeinschaftsgrab wird zum Teil im Bestattungswesen als kostengünstige Alternative zur individuellen Grabstätte angeboten.